# Parco nazionale di Berchtesgaden

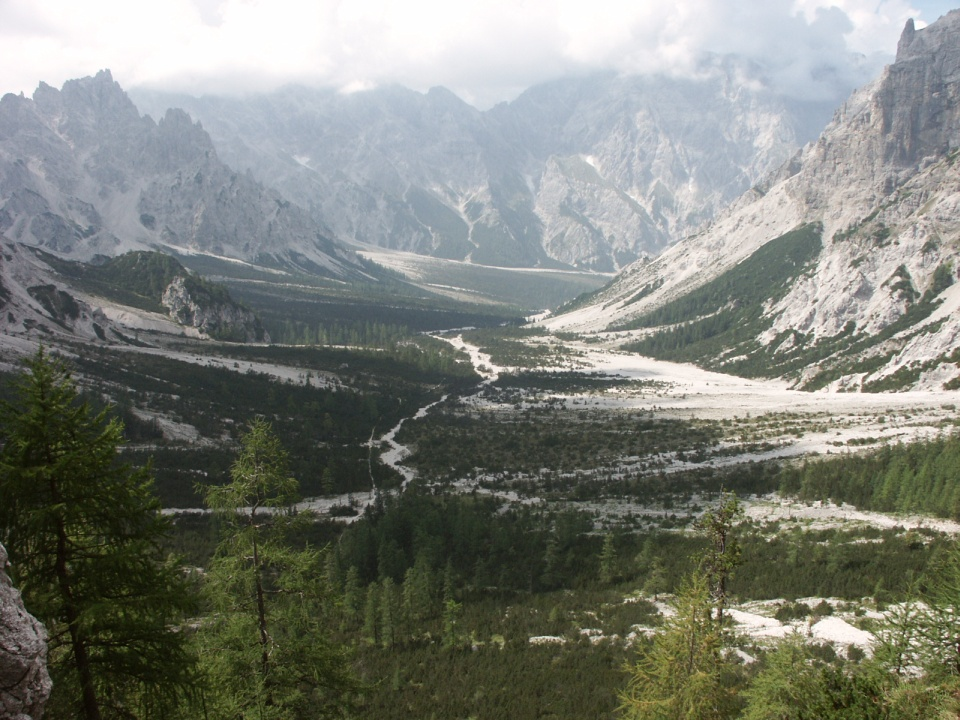
Veduta del Trischübel dal Wimbachgries

Il Parco Nazionale di Berchtesgaden (in tedesco: Nationalpark Berchtesgaden) è uno dei 16 Parchi nazionali della Germania. È situato nella parte meridionale della Baviera, ai confini con l'Austria, nei comuni di Ramsau bei Berchtesgaden e Schönau am Königssee, nel Berchtesgadener Land.
Il parco, che è l'unico parco nazionale tedesco nell'area alpina, protegge buona parte delle Alpi di Berchtesgaden che si trovano in territorio tedesco.
Istituito il 1º agosto 1978, ha una superficie di 208 km² e dal 1990 è compreso nell'area della Riserva della Biosfera di Berchtesgaden dell'UNESCO. Nello stesso anno il parco è stato insignito del Diploma europeo delle aree protette.

## Storia
La prima area naturale di conservazione nelle Alpi di Berchtesgaden fu creata nel 1910 in quella che è attualmente la parte sud-orientale del parco. Aveva una superficie di 8.600 ettari e fu organizzato secondo il modello dei Parchi Nazionali degli Stati Uniti. Nel 1919 venne costruito l'hotel di montagna di San Bartolomeo. Nel marzo del 1921, l'area fu ampliata a 20.400 ettari. All'epoca, venne incluso sia il Watzmann sia lo Hochkalter. Durante la seconda guerra mondiale, Hermann Göring, il quale, tra le altre responsabilità, fu anche ministro delle foreste e della caccia, dichiarò l'area intorno all'Obersee una zona di conservazione naturale particolarmente protetta. Inoltre, furono designate anche altre sei aree per la tutela formale della fauna, anche se, in pratica, furono utilizzate per la caccia. L'iniziativa di creare un parco nazionale venne discussa nel 1953. Nel 1960 venne proposto il progetto per realizzare una funivia fino alla vetta del Watzmann, tuttavia nel 1972 il piano fu abbandonato, poiché contraddiceva i piani per la creazione di un parco nazionale, su decisione del Libero Stato di Baviera, il quale decise anche di istituire il parco nazionale.
Il parco fu inaugurato il 1º agosto 1978 con una superficie totale di 208,08 chilometri quadrati. Nel 1990, il parco nazionale è stato riconosciuto dall'UNESCO come "Riserva della Biosfera". Nel 2010 il parco è stato ampliato e dal 2012 la sua superficie è di 210 chilometri quadrati.

## Territorio
Il parco si trova nella zona montuosa a sud della città di Berchtesgaden. Il confine orientale, meridionale ed occidentale del parco coincide con il confine tra Germania e Austria. L'area del parco è economicamente poco sviluppata e non sono presenti insediamenti. Al centro del parco vi è un grande lago, il Königssee, che si allunga da sud ad ovest ed è la fonte del Königsseer Ache, affluente di destra del fiume Salzach. Un lago più piccolo, l'Obersee, si trova sopra il Königssee e le sue acque finiscono in esso. L'intera area del parco appartiene al bacino idrografico del fiume Salzach, e, di conseguenza, del Danubio. A ovest del lago vi è il massiccio del Watzmann (2.713 metri), e al di là di quello, separati dalla valle di Wimbachtal, il massiccio dello Hochkalter (2.607 metri). Il Watzmann è il terzo più alto massiccio montuoso in Germania e l'omonimo ghiacciaio, che si trova sotto il versante orientale del Watzmann, unitamente al ghiacciaio Blaueis, adiacente allo Hochkalter, sono due fra i cinque più grandi ghiacciai della Germania.

## Strutture ricettive
Sono presenti sei centri di informazione turistica, che si trovano a Berchtesgaden, a Ramsau, e all'interno del parco. Il parco gestisce una vasta rete di sentieri. Una delle attrazioni culturali del parco è il sentiero che conduce alla Chiesa di San Bartolomeo, che si trova sul Königssee.